# Championnat d'Europe de rugby à XV 2018-2019
Navigation
Championnat 2017-2018 Championnat 2019-2020
Le championnat d'Europe de rugby à XV 2018-2019 (désigné en anglais sous le terme de International Championships) est une compétition qui réunit les nations membres de Rugby Europe ne participant pas au Tournoi des Six Nations. 34 nations sont réparties en cinq divisions.

## Équipes engagées
| Équipe    | Édition 2017-2018      |
| --------- | ---------------------- |
| Géorgie   | Vainqueur Championship |
| Russie    | 2e Championship        |
| Allemagne | 3e Championship        |
| Belgique  | 4e Championship        |
| Espagne   | 5e Championship        |
| Roumanie  | 6e Championship        |

| Équipe             | Édition 2017-2018           |
| ------------------ | --------------------------- |
| Portugal           | Vainqueur Trophy            |
| Pays-Bas           | 2e Trophy                   |
| République tchèque | 3e Trophy                   |
| Suisse             | 4e Trophy                   |
| Pologne            | 5e Trophy                   |
| Lituanie           | Vainqueur Conférence 1 Nord |

| Équipe     | Édition 2017-2018           |
| ---------- | --------------------------- |
| Moldavie   | 6e Trophy                   |
| Ukraine    | 2e Conférence 1 Nord        |
| Suède      | 3e Conférence 1 Nord        |
| Hongrie    | 4e Conférence 1 Nord        |
| Luxembourg | Vainqueur Conférence 2 Nord |

| Équipe             | Édition 2017-2018          |
| ------------------ | -------------------------- |
| Malte              | Vainqueur Conférence 1 Sud |
| Croatie            | 2e Conférence 1 Sud        |
| Israël             | 3e Conférence 1 Sud        |
| Bosnie-Herzégovine | 4e Conférence 1 Sud        |
| Chypre             | Vainqueur Conférence 2 Sud |

| Équipe   | Édition 2017-2018    |
| -------- | -------------------- |
| Lettonie | 5e Conférence 1 Nord |
| Danemark | 2e Conférence 2 Nord |
| Autriche | 2e Conférence 2 Sud  |
| Finlande | 3e Conférence 2 Nord |
| Norvège  | 4e Conférence 2 Nord |

| Équipe    | Édition 2017-2018       |
| --------- | ----------------------- |
| Andorre   | 5e Conférence 1 Sud     |
| Serbie    | 3e Conférence 2 Sud     |
| Slovénie  | 4e Conférence 2 Sud     |
| Slovaquie | 5e Conférence 2 Sud     |
| Bulgarie  | Vainqueur Développement |

| Équipe  | Édition 2017-2018    |
| ------- | -------------------- |
| Estonie | 5e Conférence 2 Nord |
| Turquie | 2e Développement     |

## Règlement
Le règlement est le même pour la troisième saison d'affilée.

### Attribution des points
- Le système d'attribution des points est le suivant :
  - Vainqueur du match: 4 points
  - Match nul : 2 points
  - Perdant du match: 0 point
  - 3 essais de plus minimum par rapport à l'adversaire : 1 point (bonus offensif)
  - Match perdu de 7 points ou moins : 1 point (bonus défensif)
  - Grand chelem : 1 point[2].

### Départage des équipes
- En cas d'égalité, les critères suivants départagent les équipes :

1. Points de match lors des confrontations directes
2. Plus grand nombre de points inscrits lors des confrontations directes
3. Plus grand nombre d’essais inscrits lors des confrontations directes
4. Différence de points générale
5. Plus grand nombre d’essais dans toutes les rencontres de la poule
6. Plus grand nombre de points dans toutes les rencontres de la poule[2].

### Promotions et relégations
- Le dernier du Championship affronte à domicile en barrage le vainqueur du Trophy.
- Le dernier du Trophy est relégué en conférence 1.
- Les vainqueurs des conférences 1 s'affrontent en barrages pour monter en Trophy sur le terrain de l'équipe qui a pris le plus de points lors de ses matches de poule.
- Le dernier de chaque Conférence 1 est relégué en conférence 2.
- Le vainqueur de chaque Conférence 2 est promu en Conférence 1.
- Le plus mauvais dernier de Conférence 2 est relégué en Développement.
- Le vainqueur du Développement est promu en Conférence 2[2].

## Championship

### Classement
| Rang | Nations     | J | V | N | D | Bo | Bd | Pm  | Pe  | Diff | Pts |
| ---- | ----------- | - | - | - | - | -- | -- | --- | --- | ---- | --- |
| 1    | Géorgie (T) | 5 | 5 | 0 | 0 | 3  | 0  | 162 | 34  | +128 | 24  |
| 2    | Espagne     | 5 | 4 | 0 | 1 | 2  | 0  | 127 | 75  | +52  | 18  |
| 3    | Roumanie    | 5 | 3 | 0 | 2 | 2  | 1  | 130 | 88  | +42  | 15  |
| 4    | Russie      | 5 | 2 | 0 | 3 | 1  | 2  | 130 | 85  | +45  | 11  |
| 5    | Belgique    | 5 | 1 | 0 | 4 | 0  | 0  | 68  | 222 | -154 | 4   |
| 6    | Allemagne   | 5 | 0 | 0 | 5 | 0  | 1  | 30  | 178 | -148 | 1   |

|  | Vainqueur du Championship (no 1)                    |
|  | Barrage promotion/relégation en Championship (no 6) |
|  | T : tenant du titre 2018.                           |

### Résultats détaillés

#### Tableau des résultats
| Pays      | ALL   | BEL  | ESP   | GEO  | ROU   | RUS   |
| --------- | ----- | ---- | ----- | ---- | ----- | ----- |
| Allemagne |       |      | 10-33 |      |       | 18-26 |
| Belgique  | 29-22 |      |       | 6-46 | 17-43 |       |
| Espagne   |       | 47-9 |       |      | 21-18 | 16-14 |
| Géorgie   | 52-3  |      | 24-10 |      |       |       |
| Roumanie  | 38-10 |      |       | 9-18 |       | 22-20 |
| Russie    |       | 64-7 |       | 6-22 |       |       |

|  | Victoire à domicile |  | Match nul |  | Défaite à domicile |

#### Détail des résultats
| 9 février 2019 16h00 EET (UTC+02:00) | Roumanie                              | 9 - 18 (6 - 3) | Géorgie                                                                               | Cluj Arena, Cluj-Napoca 1 500 spectateurs Arbitre : Sean Gallagher |
| 9 février 2019 16h00 EET (UTC+02:00) | Pénalité(s) : Vlaicu 3 (8e, 24e, 72e) |                | Essai(s) : de pénalité (45e), Gorgadze (64e) Pénalité(s) : Abzhandadze 2 (36e, 80e+2) | Cluj Arena, Cluj-Napoca 1 500 spectateurs Arbitre : Sean Gallagher |
| 9 février 2019 16h00 EET (UTC+02:00) |                                       |                |                                                                                       | Cluj Arena, Cluj-Napoca 1 500 spectateurs Arbitre : Sean Gallagher |

| 9 février 2019 15h00 CET (UTC+01:00) | Belgique                                                                        | 29 - 22 (12 - 7) | Allemagne | Petit Heysel, Bruxelles 4 000 spectateurs Arbitre : Shota Tevzadze |
| 9 février 2019 15h00 CET (UTC+01:00) | Essai(s) : de pénalité 2 (11e, 55e), Jadot (40e+3), Dienst (72e), Benoy (80e+2) |                  | Essai(s) : Füchsel (6e), Otto 2 (59e, 77e) Transformation(s) : Parkinson 2 (7e, 60e) Pénalité(s) : Parkinson (62e) | Petit Heysel, Bruxelles 4 000 spectateurs Arbitre : Shota Tevzadze |
| 9 février 2019 15h00 CET (UTC+01:00) |                                                                                 |                  | | Petit Heysel, Bruxelles 4 000 spectateurs Arbitre : Shota Tevzadze |

| 10 février 2019 12h45 CET (UTC+01:00) | Espagne                                                                                            | 16 - 14 (7 - 14) | Russie                                                                           | Stade national complutense, Madrid 5 800 spectateurs Arbitre : Joy Neville |
| 10 février 2019 12h45 CET (UTC+01:00) | Essai(s) : B. Auzqui (18e) Transformation(s) : Rabago (19e) Pénalité(s) : Rabago 3 (52e, 62e, 67e) |                  | Essai(s) : Ostroouchko 2 (22e, 36e) Transformation(s) : Kouchnariov 2 (23e, 37e) | Stade national complutense, Madrid 5 800 spectateurs Arbitre : Joy Neville |
| 10 février 2019 12h45 CET (UTC+01:00) | |                  |                                                                                  | Stade national complutense, Madrid 5 800 spectateurs Arbitre : Joy Neville |

| 16 février 2019 14h00 EET (UTC+02:00) | Roumanie | 38 - 10 (17 - 3) | Allemagne                                                                                      | Stadionul Municipal, Botoșani Arbitre : Nika Amashukeli |
| 16 février 2019 14h00 EET (UTC+02:00) | Essai(s) : Dumitru (7e), Melinte (15e), Zaharia (32e), Surugiu (55e), Popa (59e), Plai (79e) Transformation(s) : Vlaicu 4 (8e, 56e, 60e, 80e) |                  | Essai(s) : Nostadt (65e) Transformation(s) : Klewinghaus (66e) Pénalité(s) : Klewinghaus (18e) | Stadionul Municipal, Botoșani Arbitre : Nika Amashukeli |
| 16 février 2019 14h00 EET (UTC+02:00) | |                  |                                                                                                | Stadionul Municipal, Botoșani Arbitre : Nika Amashukeli |

| 16 février 2019 14h00 MSK (UTC+03:00) | Russie | 64 - 7 (33 - 7) | Belgique                                                        | Stade central, Sotchi 3 000 spectateurs Arbitre : Cristian Serban |
| 16 février 2019 14h00 MSK (UTC+03:00) | Essai(s) : Guerassimov 2 (13e, 43e), Gadjiev (16e), Polivalov (21e), Davydov 2 (25e, 66e), Kononov (33e), Artemiev (49e), Ostroouchko (52e), Vaviline (74e) Transformation(s) : Kouchnariov 6 (14e, 17e, 22e, 26e, 44e, 52e), Ianiouchkine (75e) |                 | Essai(s) : Montoisy (40e) Transformation(s) : de Moffarts (40e) | Stade central, Sotchi 3 000 spectateurs Arbitre : Cristian Serban |
| 16 février 2019 14h00 MSK (UTC+03:00) | |                 |                                                                 | Stade central, Sotchi 3 000 spectateurs Arbitre : Cristian Serban |

| 17 février 2019 19h00 GET (UTC+04:00) | Géorgie | 24 - 10 (12 - 5) | Espagne                             | Stade de Rugby d'Avchala, Tbilissi 3 000 spectateurs Arbitre : Christophe Ridley |
| 17 février 2019 19h00 GET (UTC+04:00) | Essai(s) : Gigauri (14e), Chilachava (30e), Lobzhanidze (65e), Kerdikoshvili (70e) Transformation(s) : Abzhandadze 2 (15e, 71e) |                  | Essai(s) : Barnes (23e), Goia (80e) | Stade de Rugby d'Avchala, Tbilissi 3 000 spectateurs Arbitre : Christophe Ridley |
| 17 février 2019 19h00 GET (UTC+04:00) | |                  |                                     | Stade de Rugby d'Avchala, Tbilissi 3 000 spectateurs Arbitre : Christophe Ridley |

| 2 mars 2019 15h00 CET (UTC+01:00) | Belgique                               | 6 - 46 (3 - 22) | Géorgie | Petit Heysel, Bruxelles 2 000 spectateurs Arbitre : Ben Blain |
| 2 mars 2019 15h00 CET (UTC+01:00) | Pénalité(s) : de Moffarts 2 (36e, 45e) |                 | Essai(s) : Gogichashvili (11e), Nemsadze (22e), Tsutskiridze 2 (26e, 65e), Modebadze (33e), Dzneladze (62e), Gigashvili (73e), Tkhilaishvili (80e) Transformation(s) : Matiashvili (22e), Aptsiauri 2 (62e, 80e) | Petit Heysel, Bruxelles 2 000 spectateurs Arbitre : Ben Blain |
| 2 mars 2019 15h00 CET (UTC+01:00) |                                        |                 | | Petit Heysel, Bruxelles 2 000 spectateurs Arbitre : Ben Blain |

| 2 mars 2019 15h00 CET (UTC+01:00) | Allemagne | 18 - 26 (6 - 12) | Russie | Fritz-Grunebaum-Sportpark, Heidelberg 2 100 spectateurs Arbitre : Ludovic Cayre |
| 2 mars 2019 15h00 CET (UTC+01:00) | Essai(s) : Coetzee (60e), Lammers (72e) Transformation(s) : Hilsenbeck (72e) Pénalité(s) : Hilsenbeck 2 (20e, 33e) |                  | Essai(s) : Davydov (8e), Gadjiev (28e), Matveïev (44e), Sytchiov (50e) Transformation(s) : Kouchnariov 3 (29e, 45e, 50e) | Fritz-Grunebaum-Sportpark, Heidelberg 2 100 spectateurs Arbitre : Ludovic Cayre |
| 2 mars 2019 15h00 CET (UTC+01:00) | |                  | | Fritz-Grunebaum-Sportpark, Heidelberg 2 100 spectateurs Arbitre : Ludovic Cayre |

| 3 mars 2019 12h45 CET (UTC+01:00) | Espagne                                                                                              | 21 - 18 (7 - 13) | Roumanie                                                                                                 | Stade national complutense, Madrid 6 900 spectateurs Arbitre : Adam Jones |
| 3 mars 2019 12h45 CET (UTC+01:00) | Essai(s) : López (27e), Gimeno (45e), Barthère (65e) Transformation(s) : Linklater 3 (27e, 45e, 65e) |                  | Essai(s) : Dumitru (7e), Zaharia (69e) Transformation(s) : Vlaicu (7e) Pénalité(s) : Vlaicu 2 (1re, 17e) | Stade national complutense, Madrid 6 900 spectateurs Arbitre : Adam Jones |
| 3 mars 2019 12h45 CET (UTC+01:00) | |                  | | Stade national complutense, Madrid 6 900 spectateurs Arbitre : Adam Jones |

| 9 mars 2019 14h00 EET (UTC+02:00) | Roumanie                                                                                 | 22 - 20 (16 - 5) | Russie                                                                | Stadionul Municipal, Botoșani 1 200 spectateurs Arbitre : Thomas Charabas |
| 9 mars 2019 14h00 EET (UTC+02:00) | Essai(s) : de pénalité (29e) Pénalité(s) : Vlaicu 3 (3e, 21e, 37e), Melinte 2 (53e, 74e) |                  | Essai(s) : Artemiev (9e), Selski (45e), Vaviline (61e), Gadjiev (80e) | Stadionul Municipal, Botoșani 1 200 spectateurs Arbitre : Thomas Charabas |
| 9 mars 2019 14h00 EET (UTC+02:00) |                                                                                          |                  |                                                                       | Stadionul Municipal, Botoșani 1 200 spectateurs Arbitre : Thomas Charabas |

| 10 mars 2019 12h45 CET (UTC+01:00) | Espagne | 47 - 9 (26 - 9) | Belgique                                   | Stade national complutense, Madrid 8 100 spectateurs Arbitre : Marius Mitrea |
| 10 mars 2019 12h45 CET (UTC+01:00) | Essai(s) : Guillaume (3e), G. Rouet (18e), Gimeno (29e), Linklater (36e), Goia (46e), Walker-Fitton (67e), Jorba (75e) Transformation(s) : Linklater 6 (3e, 30e, 37e, 47e, 68e, 75e) |                 | Pénalité(s) : de Moffarts 3 (8e, 23e, 40e) | Stade national complutense, Madrid 8 100 spectateurs Arbitre : Marius Mitrea |
| 10 mars 2019 12h45 CET (UTC+01:00) | |                 |                                            | Stade national complutense, Madrid 8 100 spectateurs Arbitre : Marius Mitrea |

| 10 mars 2019 16h00 GET (UTC+04:00) | Géorgie | 52 - 3 (21 - 3) | Allemagne                     | Aia Arena, Koutaïssi 6 000 spectateurs Arbitre : Keith Allen |
| 10 mars 2019 16h00 GET (UTC+04:00) | Essai(s) : Modebadze 3 (1re, 54e, 59e), Khmaladze (3e), Mamukashvili (22e), Malaguradze (45e), Lobzhanidze (62e), Sharikadze (76e) Transformation(s) : Aprasidze 5 (2e, 5e, 23e, 46e, 55e), Matiashvili (63e) |                 | Pénalité(s) : Hilsenbeck (7e) | Aia Arena, Koutaïssi 6 000 spectateurs Arbitre : Keith Allen |
| 10 mars 2019 16h00 GET (UTC+04:00) | |                 |                               | Aia Arena, Koutaïssi 6 000 spectateurs Arbitre : Keith Allen |

| 17 mars 2019 13h00 CET (UTC+01:00) | Allemagne                                                                                       | 10 - 33 (3 - 14) | Espagne | Sportpark Höhenberg, Cologne 2 200 spectateurs Arbitre : Andrea Piardi |
| 17 mars 2019 13h00 CET (UTC+01:00) | Essai(s) : Honn (80e+2) Transformation(s) : Klewinghaus (80e+3) Pénalité(s) : Klewinghaus (15e) |                  | Essai(s) : Garcia (10e), Norton (20e), Mora (47e), Walker-Fitton (59e), Guillaume (66e) Transformation(s) : Rabago 4 (11e, 21e, 60e, 67e) | Sportpark Höhenberg, Cologne 2 200 spectateurs Arbitre : Andrea Piardi |
| 17 mars 2019 13h00 CET (UTC+01:00) |                                                                                                 |                  | | Sportpark Höhenberg, Cologne 2 200 spectateurs Arbitre : Andrea Piardi |

| 17 mars 2019 13h00 CET (UTC+01:00) | Belgique | 17 - 43 (10 - 26) | Roumanie | Petit Heysel, Bruxelles 3 000 spectateurs Arbitre : Craig Evans |
| 17 mars 2019 13h00 CET (UTC+01:00) | Essai(s) : Dienst (40e+7), Decubber (76e) Transformation(s) : Williams (40e+8), Hamzaoui (77e) Pénalité(s) : Williams (2e) |                   | Essai(s) : Lazăr (29e), Nistor (34e), Zaharia (39e), de pénalité (59e), Cojocaru (69e) Transformation(s) : Plai 2 (30e, 69e) Pénalité(s) : Plai 4 (1re, 8e, 15e, 51e) | Petit Heysel, Bruxelles 3 000 spectateurs Arbitre : Craig Evans |
| 17 mars 2019 13h00 CET (UTC+01:00) | |                   | | Petit Heysel, Bruxelles 3 000 spectateurs Arbitre : Craig Evans |

| 17 mars 2019 15h00 MSK (UTC+03:00) | Russie                            | 6 - 22 (3 - 10) | Géorgie | Stade Kouban, Krasnodar 5 850 spectateurs Arbitre : Tom Foley |
| 17 mars 2019 15h00 MSK (UTC+03:00) | Pénalité(s) : Artemiev (30e, 56e) |                 | Essai(s) : de pénalité (40e), Tsutskiridze (45e), Malaguradze (64e) Transformation(s) : Malaguradze (64e) Pénalité(s) : Matiashvili (8e) | Stade Kouban, Krasnodar 5 850 spectateurs Arbitre : Tom Foley |
| 17 mars 2019 15h00 MSK (UTC+03:00) |                                   |                 | | Stade Kouban, Krasnodar 5 850 spectateurs Arbitre : Tom Foley |

## Trophy

### Classement
| Rang | Nations            | J | V | N | D | Bo | Bd | Pm  | Pe  | Diff | Pts |
| ---- | ------------------ | - | - | - | - | -- | -- | --- | --- | ---- | --- |
| 1    | Portugal (T)       | 5 | 5 | 0 | 0 | 4  | 0  | 272 | 31  | +241 | 25  |
| 2    | Pays-Bas           | 5 | 4 | 0 | 1 | 2  | 0  | 164 | 58  | +106 | 18  |
| 3    | Suisse             | 5 | 3 | 0 | 2 | 0  | 0  | 108 | 138 | -30  | 12  |
| 4    | Pologne            | 5 | 2 | 0 | 3 | 1  | 1  | 104 | 164 | -60  | 10  |
| 5    | Lituanie (P)       | 5 | 1 | 0 | 4 | 1  | 0  | 64  | 175 | -111 | 5   |
| 6    | République tchèque | 5 | 0 | 0 | 5 | 0  | 1  | 59  | 205 | -146 | 1   |

|  | Vainqueur du Trophy et barragiste de promotion/relégation en Championship (no 1) |
|  | Relégation en Conférence 1 (no 6)                                                |
|  | P : promu en 2018 • T : tenant du titre 2018                                     |

### Résultats détaillés

#### Tableau des résultats
| Pays               | LIT   | PAY   | POL   | POR   | SUI   | RTC   |
| ------------------ | ----- | ----- | ----- | ----- | ----- | ----- |
| Lituanie           |       | 3-50  |       | 7-48  |       | 30-10 |
| Pays-Bas           |       |       |       | 5-18  | 36-15 |       |
| Pologne            | 30-10 | 0-49  |       |       | 25-28 |       |
| Portugal           |       |       | 65-5  |       |       | 93-0  |
| Suisse             | 34-24 |       |       | 14-48 |       | 17-5  |
| République tchèque |       | 22-24 | 22-41 |       |       |       |

|  | Victoire à domicile |  | Match nul |  | Défaite à domicile |

#### Détail des résultats
| 29 septembre 2018 | République tchèque | 22 - 41 (7 - 24) | Pologne | Stadion Mládeže, Zlín 500 spectateurs Arbitre : Stuart Gaffikin |
| 29 septembre 2018 | Essai(s) : Hošek 2 (37e, 41e), Forst (73e) Transformation(s) : Forst (38e), Pantůček (74e) Pénalité(s) : Pantůček (51e) |                  | Essai(s) : Zeszutek 2 (11e, 30e), Jurczyński (24e), Gdula (55e), Powała-Niedżwiecki (78e) Transformation(s) : Adamski 3 (12e, 25e, 31e), Piotrowicz 2 (56e, 79e) Pénalité(s) : Adamski (8e), Piotrowicz (54e) | Stadion Mládeže, Zlín 500 spectateurs Arbitre : Stuart Gaffikin |
| 29 septembre 2018 | |                  | | Stadion Mládeže, Zlín 500 spectateurs Arbitre : Stuart Gaffikin |

| 13 octobre 2018 | Lituanie | 30 - 10 (18 - 5) | République tchèque                     | Šiaulių savivaldybės stadionas, Šiauliai 1 000 spectateurs Arbitre : Pedro Mendes Silva |
| 13 octobre 2018 | Essai(s) : Bagužis (7e), Zibolis 2 (36e, 58e), Miežys (39e), Tamoliūnas (42e) Transformation(s) : D.Vilimavičius (42e) Pénalité(s) : D.Vilimavičius (20e) |                  | Essai(s) : Jaroslav (32e), Průša (80e) | Šiaulių savivaldybės stadionas, Šiauliai 1 000 spectateurs Arbitre : Pedro Mendes Silva |
| 13 octobre 2018 | |                  |                                        | Šiaulių savivaldybės stadionas, Šiauliai 1 000 spectateurs Arbitre : Pedro Mendes Silva |

| 3 novembre 2018 | Pologne | 33 - 0 (12 - 0) | Lituanie | Stade Ludwik-Sobolewski, Łódź 2 155 spectateurs Arbitre : Gianluca Gnecchi |
| 3 novembre 2018 | Essai(s) : Plichta (55e), Pogorzelski (66e), Adamski (71e) Transformation(s) : Piotrowicz 2 (56e, 66e), Boruk (71e) Pénalité(s) : Piotrowicz 4 (2e, 9e, 26e, 36e) |                 |          | Stade Ludwik-Sobolewski, Łódź 2 155 spectateurs Arbitre : Gianluca Gnecchi |
| 3 novembre 2018 | |                 |          | Stade Ludwik-Sobolewski, Łódź 2 155 spectateurs Arbitre : Gianluca Gnecchi |

| 17 novembre 2018 | Suisse                                                             | 17 - 5 (8 - 0) | République tchèque     | Stade municipal, Yverdon-les-Bains 2 000 spectateurs Arbitre : Maxime Burlet |
| 17 novembre 2018 | Essai(s) : Hirsch (4e) Pénalité(s) : Perrod 4 (37e, 47e, 62e, 69e) |                | Essai(s) : Žalud (72e) | Stade municipal, Yverdon-les-Bains 2 000 spectateurs Arbitre : Maxime Burlet |
| 17 novembre 2018 |                                                                    |                |                        | Stade municipal, Yverdon-les-Bains 2 000 spectateurs Arbitre : Maxime Burlet |

| 17 novembre 2018 | Pologne | 0 - 49 (0 - 13) | Pays-Bas | Arena Lublin, Lublin 4 000 spectateurs Arbitre : Keith Allen |
| 17 novembre 2018 |         | Essai(s) : Gascoigne (28e), Krieger 2 (52e, 75e), Rademaker (63e), Barendregt (76e), van Dijk (78e) Transformation(s) : Weersma (29e), Mcbride 4 (64e, 75e, 76e, 80e) Pénalité(s) : Weersma 2 (5e, 43e) Drop(s) : Mcbride (24e) |          | Arena Lublin, Lublin 4 000 spectateurs Arbitre : Keith Allen |
| 17 novembre 2018 |         | |          | Arena Lublin, Lublin 4 000 spectateurs Arbitre : Keith Allen |

| 24 novembre 2018 | Pays-Bas | 36 - 15 (16 - 5) | Suisse                                                                                             | NRCA Stadium, Amsterdam 1 400 spectateurs Arbitre : Shota Tevzvadze |
| 24 novembre 2018 | Essai(s) : Noorman (37e), Carroll 2 (50e, 80e), van Dijk (75e) Transformation(s) : Weersma (38e), Mcbride (75e) Pénalité(s) : Weersma 3 (3e, 19e, 25e), Mcbride (78e) |                  | Essai(s) : Chapel (7e), Heinrich (57e) Transformation(s) : Perrod (58e) Pénalité(s) : Perrod (65e) | NRCA Stadium, Amsterdam 1 400 spectateurs Arbitre : Shota Tevzvadze |
| 24 novembre 2018 | |                  | | NRCA Stadium, Amsterdam 1 400 spectateurs Arbitre : Shota Tevzvadze |

| 16 février 2019 | Portugal | 65 - 5 (27 - 0) | Pologne                     | Complexo Municipal de Atletismo de Setúbal, Setúbal 800 spectateurs Arbitre : Manuel Bottino |
| 16 février 2019 | Essai(s) : Sousa (28e), Belo (38e), Vassalo 2 (58e, 80e+8), M. Marta (64e), R. Marta (71e), Diniz (77e), Cortes (79e) Transformation(s) : Abecassis 5 (29e, 73e, 78e, 80e, 80e+9) Pénalité(s) : Abecassis 5 (8e, 14e, 22e, 27e, 35e) |                 | Essai(s) : Jurczynski (68e) | Complexo Municipal de Atletismo de Setúbal, Setúbal 800 spectateurs Arbitre : Manuel Bottino |
| 16 février 2019 | |                 |                             | Complexo Municipal de Atletismo de Setúbal, Setúbal 800 spectateurs Arbitre : Manuel Bottino |

| 9 mars 2019 | Pays-Bas                | 5 - 18 (0 - 6) | Portugal | NRCA Stadium, Amsterdam 7 000 spectateurs Arbitre : Maxime Burlet |
| 9 mars 2019 | Essai(s) : Hogg (80e+4) |                | Essai(s) : R. Marta (65e), Cardoso (78e) Transformation(s) : Abecassis (79e) Pénalité(s) : Abecassis 2 (22e, 34e) | NRCA Stadium, Amsterdam 7 000 spectateurs Arbitre : Maxime Burlet |
| 9 mars 2019 |                         |                | | NRCA Stadium, Amsterdam 7 000 spectateurs Arbitre : Maxime Burlet |

| 16 mars 2019 | Suisse                                                          | 14 - 48 (6 - 27) | Portugal | Centre sportif de Colovray, Nyon 2 107 spectateurs Arbitre : Inigo Atorrasagasti |
| 16 mars 2019 | Essai(s) : Heinrich (58e) Pénalité(s) : Perrod 3 (4e, 30e, 41e) |                  | Essai(s) : Monteiro (26e), R. Marta (32e, 44e), Le Roux (33e), Abecassis (40e), M. Marta (67e), Baptista (69e) Transformation(s) : Abecassis 3 (26e, 32e, 44e), M. Marta 2 (67e, 69e) Pénalité(s) : Abecassis (19e) | Centre sportif de Colovray, Nyon 2 107 spectateurs Arbitre : Inigo Atorrasagasti |
| 16 mars 2019 |                                                                 |                  | | Centre sportif de Colovray, Nyon 2 107 spectateurs Arbitre : Inigo Atorrasagasti |

| 16 mars 2019 | République tchèque | 22 - 24 (8 - 17) | Pays-Bas | Tarta Arena, Smíchov 850 spectateurs Arbitre : Paulo Duarte |
| 16 mars 2019 | Essai(s) : Faktor (12e), Jan Čížek (51e), Šimák (55e) Transformation(s) : Jan Čížek 2 (51e, 55e) Pénalité(s) : Jan Čížek (25e) |                  | Essai(s) : Bennie-Coulson (22e), Koster (40e+2), Gascoigne (80e) Transformation(s) : Greeve 2 (22e, 40e+2), Rademaker (80e) Pénalité(s) : Greeve (39e) | Tarta Arena, Smíchov 850 spectateurs Arbitre : Paulo Duarte |
| 16 mars 2019 | |                  | | Tarta Arena, Smíchov 850 spectateurs Arbitre : Paulo Duarte |

| 23 mars 2019 | Portugal | 93 - 0 (57 - 0) | République tchèque | Complexo Desportivo, Caldas da Rainha 800 spectateurs Arbitre : Tual Trainini |
| 23 mars 2019 | Essai(s) : Monteiro (2e), Vidinha 3 (8e, 29e, 49e), Belo 2 (14e, 24e), Ribeiro (26e), M. Marta 2 (36e, 40e), Branco 3 (38e, 57e, 67e), Appleton (42e), Moreira (54e), Torgal (64e) Transformation(s) : M. Marta 6 (3e, 15e, 25e, 30e, 37e, 39e), Filipe 3 (43e, 55e, 65e) |                 |                    | Complexo Desportivo, Caldas da Rainha 800 spectateurs Arbitre : Tual Trainini |
| 23 mars 2019 | |                 |                    | Complexo Desportivo, Caldas da Rainha 800 spectateurs Arbitre : Tual Trainini |

| 23 mars 2019 | Pologne | 25 - 28 (18 - 15) | Suisse | Stade municipal de Łódź, Łódź 2 500 spectateurs Arbitre : Vlad Iordăchescu |
| 23 mars 2019 | Essai(s) : Pogorzelski (33e), Buczek (40e), Zeszutek (78e) Transformation(s) : Banaszek (40e), Piotrowicz (78e) Pénalité(s) : Banaszek 2 (19e, 27e) |                   | Essai(s) : To'a 2 (9e, 30e), Heinrich (73e) Transformation(s) : Perrod 2 (31e, 73e) Pénalité(s) : Perrod 3 (24e, 45e, 67e) | Stade municipal de Łódź, Łódź 2 500 spectateurs Arbitre : Vlad Iordăchescu |
| 23 mars 2019 | |                   | | Stade municipal de Łódź, Łódź 2 500 spectateurs Arbitre : Vlad Iordăchescu |

| 6 avril 2019 | Lituanie                                                                | 7 - 48 (7 - 21) | Portugal | Sporto centras, Jurbarkas 1 700 spectateurs Arbitre : Jonathan Dufort |
| 6 avril 2019 | Essai(s) : Vaitkevicius (26e) Transformation(s) : D. Vilimavicius (27e) |                 | Essai(s) : Cardoso (20e), Belo 2 (30e, 76e), Freudenthal (39e), Lupi (60e), Prazeres (69e), Azevedo (80e) Transformation(s) : Freudenthal 5 (21e, 31e, 40e, 61e, 70e) Pénalité(s) : Freudenthal (57e) | Sporto centras, Jurbarkas 1 700 spectateurs Arbitre : Jonathan Dufort |
| 6 avril 2019 |                                                                         |                 | | Sporto centras, Jurbarkas 1 700 spectateurs Arbitre : Jonathan Dufort |

| 13 avril 2019 | Suisse | 34 - 24 (24 - 17) | Lituanie | Stadion Breite, Schaffhouse 1 309 spectateurs Arbitre : Alad Evans |
| 13 avril 2019 | Essai(s) : Hirsch (3e), Heinrich (21e), de pénalité (68e) Transformation(s) : Porcher (3e) Pénalité(s) : Porcher 3 (12e, 14e, 15e), O'Grady 2 (34e, 50e) |                   | Essai(s) : Urbonas (7e), Baguzis 2 (28e, 70e), Alasauskis (40e) Transformation(s) : D. Vilimavicius 2 (40e, 70e) | Stadion Breite, Schaffhouse 1 309 spectateurs Arbitre : Alad Evans |
| 13 avril 2019 | |                   | | Stadion Breite, Schaffhouse 1 309 spectateurs Arbitre : Alad Evans |

| 8 juin 2019 | Lituanie                       | 3 - 50 (3 - 24) | Pays-Bas | Panevėžio kūno kultūros ir sporto centras, Panevėžys Arbitre : Jonathan Erskine |
| 8 juin 2019 | Pénalité(s) : Tamoliunas (15e) |                 | Essai(s) : van Kampen 2 (4e, 36e), Rademaker 2 (20e, 61e), W. van Dijk (28e), Gascoigne (66e), Pieterse (70e), R. van Dijk (76e) Transformation(s) : Greeve 5 (20e, 36e, 61e, 70e, 76e) | Panevėžio kūno kultūros ir sporto centras, Panevėžys Arbitre : Jonathan Erskine |
| 8 juin 2019 |                                |                 | | Panevėžio kūno kultūros ir sporto centras, Panevėžys Arbitre : Jonathan Erskine |

## Conférence 1

### Conférence 1 Nord

#### Classement
| Rang | Pays           | J | V | N | D | Bo | Bd | Pm  | Pe  | Diff | Pts |
| ---- | -------------- | - | - | - | - | -- | -- | --- | --- | ---- | --- |
| 1    | Ukraine        | 4 | 3 | 0 | 1 | 1  | 1  | 113 | 29  | +84  | 14  |
| 2    | Suède          | 4 | 3 | 0 | 1 | 1  | 0  | 140 | 65  | +75  | 13  |
| 3    | Luxembourg (P) | 4 | 2 | 0 | 2 | 0  | 1  | 63  | 59  | +4   | 9   |
| 4    | Hongrie        | 4 | 1 | 0 | 3 | 1  | 1  | 97  | 118 | -21  | 6   |
| 5    | Moldavie (R)   | 4 | 1 | 0 | 3 | 0  | 0  | 49  | 147 | -98  | 4   |

|  | Vainqueur de la Conférence 1 Nord et barrage de promotion en Trophy (no 1). |
|  | Relégation en Conférence 2 (no 5).                                          |
|  | R : relégué en 2018 • P : promu en 2018                                     |

#### Résultats détaillés

##### Tableau des résultats
| Pays       | HON   | LUX   | MOL   | UKR   | SUE   |
| ---------- | ----- | ----- | ----- | ----- | ----- |
| Hongrie    |       | 15-18 |       | 24-48 |       |
| Luxembourg |       |       | 23-10 |       | 9-10  |
| Moldavie   | 16-31 |       |       | 17-13 |       |
| Ukraine    |       | 24-13 |       |       | 23-14 |
| Suède      | 36-27 |       | 80-6  |       |       |

|  | Victoire à domicile |  | Match nul |  | Défaite à domicile |

##### Détail des résultats
| 13 octobre 2018 | Ukraine | 24 - 13 (17 - 3) | Hongrie                                                                                    | Stade Yunist, Lviv 250 spectateurs Arbitre : Cristian Serban |
| 13 octobre 2018 | Essai(s) : Aleksandriuk (19e), Radchuk (36e), Mitin (74e) Transformation(s) : Kosariev 3 (20e, 37e, 75e) Pénalité(s) : Kosariev (12e) |                  | Essai(s) : Toulet (55e) Transformation(s) : Browne (56e) Pénalité(s) : Browne 2 (31e, 63e) | Stade Yunist, Lviv 250 spectateurs Arbitre : Cristian Serban |
| 13 octobre 2018 | |                  |                                                                                            | Stade Yunist, Lviv 250 spectateurs Arbitre : Cristian Serban |

| 20 octobre 2018 | Suède | 80 - 6 (17 - 3) | Moldavie                          | Bollspelaren, Norrköping 400 spectateurs Arbitre : Gert Visser |
| 20 octobre 2018 | Essai(s) : Milner 2 (9e, 63e), Nilserius (19e), Paulsson 2 (26e, 59e), C. Murphy (44e), Kalling Smith (51e), N. Murphy (66e), Zengler (69e), Holmgren (72e), Marini (74e), P. Murphy (76e) Transformation(s) : C. Murphy 6 (27e, 45e, 51e, 59e, 64e, 67e), P. Murphy 4 (70e, 72e, 75e, 77e) |                 | Pénalité(s) : Gagauz 2 (34e, 56e) | Bollspelaren, Norrköping 400 spectateurs Arbitre : Gert Visser |
| 20 octobre 2018 | |                 |                                   | Bollspelaren, Norrköping 400 spectateurs Arbitre : Gert Visser |

| 3 novembre 2018 | Moldavie                                                                                             | 16 - 31 (13 - 14) | Hongrie | Stadionul Raional, Anenii Noi 200 spectateurs Arbitre : Tornike Gvirjishvili |
| 3 novembre 2018 | Essai(s) : Bilici (1re) Transformation(s) : Golubenco (2e) Pénalité(s) : Golubenco 3 (12e, 20e, 61e) |                   | Essai(s) : Collet (38e), Márki (52e), Jung (71e), Ducrocq (80e+2) Transformation(s) : Suiogan (72e) Pénalité(s) : Collet 3 (22e, 29e, 33e) | Stadionul Raional, Anenii Noi 200 spectateurs Arbitre : Tornike Gvirjishvili |
| 3 novembre 2018 | |                   | | Stadionul Raional, Anenii Noi 200 spectateurs Arbitre : Tornike Gvirjishvili |

| 3 novembre 2018 | Luxembourg                            | 9 - 10 (9 - 7) | Suède                                                                                       | Stade Josy-Barthel, Luxembourg 1 400 spectateurs Arbitre : Yann Benoît |
| 3 novembre 2018 | Pénalité(s) : Browne 3 (8e, 23e, 31e) |                | Essai(s) : Nordgren (20e) Transformation(s) : P. Murphy (21e) Pénalité(s) : P. Murphy (69e) | Stade Josy-Barthel, Luxembourg 1 400 spectateurs Arbitre : Yann Benoît |
| 3 novembre 2018 |                                       |                |                                                                                             | Stade Josy-Barthel, Luxembourg 1 400 spectateurs Arbitre : Yann Benoît |

| 10 novembre 2018 | Hongrie | 24 - 48 (10 - 30) | Ukraine | Városi Szabadidő Központ, Százhalombatta 600 spectateurs Arbitre : Daniel O'Connell |
| 10 novembre 2018 | Essai(s) : Gulyás (35e), Ágotai (58e), Ducrocq (76e) Transformation(s) : Teisenhoffer 2 (36e, 59e), Bradley (76e) Pénalité(s) : Teisenhoffer (7e) |                   | Essai(s) : Snisarenko 2 (24e, 48e), Adazhynyk (26e), Lytvynenko (32e), Kosariev (38e), Mitin (52e) Transformation(s) : Kosariev 3 (25e, 32e, 53e) Pénalité(s) : Kosariev 4 (5e, 19e, 43e, 61e) | Városi Szabadidő Központ, Százhalombatta 600 spectateurs Arbitre : Daniel O'Connell |
| 10 novembre 2018 | |                   | | Városi Szabadidő Központ, Százhalombatta 600 spectateurs Arbitre : Daniel O'Connell |

| 13 avril 2019 | Luxembourg | 23 - 10 (6 - 5) | Moldavie                              | Stade Josy-Barthel, Luxembourg 1 200 spectateurs Arbitre : Killian O'Brien |
| 13 avril 2019 | Essai(s) : Vert (42e), Timmermans (80e) Transformation(s) : Browne 2 (43e, 80e) Pénalité(s) : Browne 2 (22e, 52e) Drop(s) : Dozin (11e) |                 | Essai(s) : Pahom (35e), Romanov (61e) | Stade Josy-Barthel, Luxembourg 1 200 spectateurs Arbitre : Killian O'Brien |
| 13 avril 2019 | |                 |                                       | Stade Josy-Barthel, Luxembourg 1 200 spectateurs Arbitre : Killian O'Brien |

| 20 avril 2019 | Moldavie                                                                                                 | 17 - 13 (7 - 5) | Ukraine                                                                      | Stadionul Central orașului, Drochia 500 spectateurs Arbitre : Bartolic Hrvoje |
| 20 avril 2019 | Essai(s) : Romanov (40e+4), Colev (43e) Transformation(s) : Adam 2 (40e+4, 44e) Pénalité(s) : Adam (73e) |                 | Essai(s) : Skorbach (23e), Vertyletskyi (80e+3) Pénalité(s) : Kosariev (51e) | Stadionul Central orașului, Drochia 500 spectateurs Arbitre : Bartolic Hrvoje |
| 20 avril 2019 | |                 |                                                                              | Stadionul Central orașului, Drochia 500 spectateurs Arbitre : Bartolic Hrvoje |

| 4 mai 2019 | Hongrie                                                                                        | 15 - 18 (12 - 3) | Luxembourg                                                                                              | Városi Szabadidő Központ, Százhalombatta 200 spectateurs Arbitre : Pedro Cardios M. Silva |
| 4 mai 2019 | Essai(s) : Huczmann 2 (20e, 22e) Transformation(s) : Bradley (21e) Pénalité(s) : Bradley (56e) |                  | Essai(s) : Dee (48e), van Zeeland (66e) Transformation(s) : Dozin (67e) Pénalité(s) : Dozin 2 (8e, 76e) | Városi Szabadidő Központ, Százhalombatta 200 spectateurs Arbitre : Pedro Cardios M. Silva |
| 4 mai 2019 |                                                                                                |                  | | Városi Szabadidő Központ, Százhalombatta 200 spectateurs Arbitre : Pedro Cardios M. Silva |

| 11 mai 2019 | Suède | 36 - 27 (18 - 13) | Hongrie | Bollspelaren, Norrköping 600 spectateurs Arbitre : Alexei Bryzgalin |
| 11 mai 2019 | Essai(s) : Kalling-Smith 3 (13e, 32e, 44e), C. Murphy (59e), Marini (63e) Transformation(s) : C. Murphy (33e) Pénalité(s) : C. Murphy 3 (4e, 19e, 49e) |                   | Essai(s) : Gulyás (40e), Bradley (65e), Pluhár (72e) Transformation(s) : Bradley 3 (40e, 65e, 73e) Pénalité(s) : Bradley 2 (17e, 25e) | Bollspelaren, Norrköping 600 spectateurs Arbitre : Alexei Bryzgalin |
| 11 mai 2019 | |                   | | Bollspelaren, Norrköping 600 spectateurs Arbitre : Alexei Bryzgalin |

| 19 mai 2019 | Ukraine                                                                                           | 23 - 14 (13 - 7) | Suède                                                                              | Spartak Stadium, Odessa 2 200 spectateurs Arbitre : Mile Englsh |
| 19 mai 2019 | Essai(s) : de pénalité (31e), Lytvynenko (58e), Kosariev (67e) Pénalité(s) : Kosariev 2 (8e, 13e) |                  | Essai(s) : Enstad (19e), Khanishvili (43e) Transformation(s) : Murphy 2 (20e, 44e) | Spartak Stadium, Odessa 2 200 spectateurs Arbitre : Mile Englsh |
| 19 mai 2019 |                                                                                                   |                  |                                                                                    | Spartak Stadium, Odessa 2 200 spectateurs Arbitre : Mile Englsh |

### Conférence 1 Sud

#### Classement
| Rang | Pays               | J | V | N | D | Bo | Bd | Pm  | Pe  | Diff | Pts |
| ---- | ------------------ | - | - | - | - | -- | -- | --- | --- | ---- | --- |
| 1    | Malte (T)          | 4 | 3 | 1 | 0 | 2  | 0  | 117 | 49  | +68  | 16  |
| 2    | Croatie            | 4 | 3 | 1 | 0 | 2  | 0  | 123 | 69  | +54  | 16  |
| 3    | Israël             | 4 | 2 | 0 | 2 | 1  | 2  | 104 | 62  | +42  | 11  |
| 4    | Chypre (P)         | 4 | 1 | 0 | 3 | 0  | 0  | 79  | 139 | -60  | 4   |
| 5    | Bosnie-Herzégovine | 4 | 0 | 0 | 4 | 0  | 1  | 40  | 144 | -104 | 1   |

|  | Vainqueur de la Conférence 1 Sud et barrage de promotion en Trophy (no 1). |
|  | Relégation en Conférence 2 (no 5).                                         |
|  | P : promu en 2018 • T : tenant du titre 2018                               |

#### Résultats détaillés

##### Tableau des résultats
| Pays               | BOS  | CHY   | CRO   | ISR   | MAL   |
| ------------------ | ---- | ----- | ----- | ----- | ----- |
| Bosnie-Herzégovine |      | 22-23 | 11-40 |       |       |
| Chypre             |      |       |       | 22-34 | 10-37 |
| Croatie            |      | 46-24 |       | 19-16 |       |
| Israël             | 40-0 |       |       |       | 14-21 |
| Malte              | 41-7 |       | 18-18 |       |       |

|  | Victoire à domicile |  | Match nul |  | Défaite à domicile |

##### Détail des résultats
| 13 octobre 2018 | Bosnie-Herzégovine                                     | 11 - 40 (6 - 23) | Croatie | Stadion Kamberovića polje, Zenica 1 000 spectateurs Arbitre : Matej Razga |
| 13 octobre 2018 | Essai(s) : Kadić (64e) Pénalité(s) : Bišić 2 (5e, 20e) |                  | Essai(s) : Plazibat (4e), Budimir (21e), Vlajčević (38e), Jurišić (62e), Brečić (80e+4) Transformation(s) : Ayoub 3 (39e, 63e, 80e+4) Pénalité(s) : Ayoub 3 (15e, 26e, 50e) | Stadion Kamberovića polje, Zenica 1 000 spectateurs Arbitre : Matej Razga |
| 13 octobre 2018 |                                                        |                  | | Stadion Kamberovića polje, Zenica 1 000 spectateurs Arbitre : Matej Razga |

| 20 octobre 2018 | Croatie | 46 - 24 (17 - 14) | Chypre | Stadion Stari plac, Split 25 spectateurs Arbitre : Manuel Bottino |
| 20 octobre 2018 | Essai(s) : Vlajčević (10e), Plazibat 2 (15e, 21e), Čorić (53e), Jurišić (65e), Newton (68e), Rosso (73e) Transformation(s) : Newton 4 (15e, 54e, 68e, 73e) Pénalité(s) : Newton (60e) |                   | Essai(s) : Fell (26e), Frixou (28e), de pénalité (43e) Transformation(s) : Peters 2 (27e, 29e) Pénalité(s) : Peters (47e) | Stadion Stari plac, Split 25 spectateurs Arbitre : Manuel Bottino |
| 20 octobre 2018 | |                   | | Stadion Stari plac, Split 25 spectateurs Arbitre : Manuel Bottino |

| 20 octobre 2018 | Israël                                                                         | 14 - 21 (7 - 16) | Malte                                                                                                | Wingate Institute, Netanya Arbitre : John Catteau |
| 20 octobre 2018 | Essai(s) : Bracha (17e), Aviram (66e) Transformation(s) : Abutbul 2 (18e, 67e) |                  | Essai(s) : O'Brien (22e), ? (46e) Transformation(s) : Kirk (23e) Pénalité(s) : Kirk 2 (6e, 27e, 40e) | Wingate Institute, Netanya Arbitre : John Catteau |
| 20 octobre 2018 |                                                                                |                  | | Wingate Institute, Netanya Arbitre : John Catteau |

| 27 octobre 2018 | Malte | 41 - 7 (15 - 0) | Bosnie-Herzégovine                                     | Hibernians Stadium, Paola 1 500 spectateurs Arbitre : Anthony Lac |
| 27 octobre 2018 | Essai(s) : Gum (17e), Davey (24e), Watts (43e), T.Holloway (65e), Kirk (74e), Galea (79e) Transformation(s) : Kirk 4 (25e, 66e, 75e, 80e) Pénalité(s) : Kirk (6e) |                 | Essai(s) : Fetić (57e) Transformation(s) : Bišić (58e) | Hibernians Stadium, Paola 1 500 spectateurs Arbitre : Anthony Lac |
| 27 octobre 2018 | |                 |                                                        | Hibernians Stadium, Paola 1 500 spectateurs Arbitre : Anthony Lac |

| 27 octobre 2018 | Croatie                                                                           | 19 - 16 (7 - 3) | Israël                                                                                             | Stadion NŠC Stjepan Spajić, Zagreb Arbitre : Ben Breakspear |
| 27 octobre 2018 | Essai(s) : Čorić 2 (24e, 80e), Grčić (67e) Transformation(s) : Ayoub 2 (25e, 80e) |                 | Essai(s) : Abutbul (71e) Transformation(s) : Abutbul (72e) Pénalité(s) : Abutbul 3 (18e, 52e, 58e) | Stadion NŠC Stjepan Spajić, Zagreb Arbitre : Ben Breakspear |
| 27 octobre 2018 |                                                                                   |                 | | Stadion NŠC Stjepan Spajić, Zagreb Arbitre : Ben Breakspear |

| 10 novembre 2018 | Chypre | 22 - 34 (15 - 17) | Israël | Stade Stélios-Kyriakídis, Paphos Arbitre : Jorge Molpeceres |
| 10 novembre 2018 | Essai(s) : Burns (5e), Agathokleous (17e), Yiannakou (67e) Transformation(s) : Fell 2 (18e, 68e) Pénalité(s) : Fell (31e) |                   | Essai(s) : Rainstein 2 (15e, 62e), Manjavidze (39e), Kakoun (49e), Eli (70e) Transformation(s) : Abutbul 3 (16e, 40e, 50e) Pénalité(s) : Abutbul (29e) | Stade Stélios-Kyriakídis, Paphos Arbitre : Jorge Molpeceres |
| 10 novembre 2018 | |                   | | Stade Stélios-Kyriakídis, Paphos Arbitre : Jorge Molpeceres |

| 16 mars 2019 | Israël | 40 - 0 (14 - 0) | Bosnie-Herzégovine | Wingate Institute, Netanya 500 spectateurs Arbitre : Ethan Glass |
| 16 mars 2019 | Essai(s) : Gail 2 (7e, 73e), de pénalité (38e), Engel (55e), Bracha (59e), Rainstein (80e+2) Transformation(s) : Abutbul 4 (7e, 55e, 59e, 74e) |                 |                    | Wingate Institute, Netanya 500 spectateurs Arbitre : Ethan Glass |
| 16 mars 2019 | |                 |                    | Wingate Institute, Netanya 500 spectateurs Arbitre : Ethan Glass |

| 23 mars 2019 | Chypre                                      | 10 - 37 (0 - 22) | Malte | Stade Stélios-Kyriakídis, Paphos 700 spectateurs Arbitre : Hollie Davidson |
| 23 mars 2019 | Essai(s) : B. Cosma (55e), Dall Amico (60e) |                  | Essai(s) : Watts (10e), Dudman 2 (14e, 40e), Holliday (43e), Davey (49e) Transformation(s) : Kirk 3 (10e, 14e, 49e) Pénalité(s) : Kirk 2 (4e, 64e) | Stade Stélios-Kyriakídis, Paphos 700 spectateurs Arbitre : Hollie Davidson |
| 23 mars 2019 |                                             |                  | | Stade Stélios-Kyriakídis, Paphos 700 spectateurs Arbitre : Hollie Davidson |

| 6 avril 2019 | Bosnie-Herzégovine | 22 - 23 (12 - 15) | Chypre | Stadion Kamberovića polje, Zenica 250 spectateurs Arbitre : Georgii Kopp |
| 6 avril 2019 | Essai(s) : Kadić (26e), Petrušić (32e), Gafurović (68e) Transformation(s) : Bišić 2 (33e, 70e) Pénalité(s) : Bišić (53e) |                   | Essai(s) : PapaAntoniou (3e), Burns (35e), Gabrielides (80e) Transformation(s) : Fell (4e) Pénalité(s) : Fell 2 (14e, 57e) | Stadion Kamberovića polje, Zenica 250 spectateurs Arbitre : Georgii Kopp |
| 6 avril 2019 | |                   | | Stadion Kamberovića polje, Zenica 250 spectateurs Arbitre : Georgii Kopp |

| 13 avril 2019 | Malte | 18 - 18 (8 - 10) | Croatie | Hibernians Stadium, Paola 1 800 spectateurs Arbitre : Jorge Molpeceres |
| 13 avril 2019 | Essai(s) : Quarendon (5e), R. Holloway (56e) Transformation(s) : Kirk (57e) Pénalité(s) : Kirk 2 (28e, 78e) |                  | Essai(s) : Brajkovic (9e), Majkić (44e) Transformation(s) : Newton (10e) Pénalité(s) : Newton 2 (24e, 59e) | Hibernians Stadium, Paola 1 800 spectateurs Arbitre : Jorge Molpeceres |
| 13 avril 2019 | |                  | | Hibernians Stadium, Paola 1 800 spectateurs Arbitre : Jorge Molpeceres |

## Conférence 2

### Conférence 2 Nord

#### Classement
| Rang | Pays         | J | V | N | D | Bo | Bd | Pm  | Pe  | Diff | Pts |
| ---- | ------------ | - | - | - | - | -- | -- | --- | --- | ---- | --- |
| 1    | Lettonie (R) | 4 | 4 | 0 | 0 | 3  | 0  | 118 | 43  | +75  | 20  |
| 2    | Finlande     | 4 | 3 | 0 | 1 | 0  | 0  | 95  | 93  | +2   | 12  |
| 3    | Danemark     | 4 | 2 | 0 | 2 | 2  | 1  | 100 | 77  | +23  | 11  |
| 4    | Norvège      | 4 | 1 | 0 | 3 | 0  | 0  | 54  | 112 | -58  | 4   |
| 5    | Autriche     | 4 | 0 | 0 | 4 | 0  | 3  | 62  | 104 | -42  | 3   |

|  | Vainqueur de la Conférence 2 Nord et promotion en Conférence 1 (no 1). |
|  | R : relégué en 2018                                                    |

#### Résultats détaillés

##### Tableau des résultats
| Pays     | AUT  | DAN   | FIN   | LET   | NOR   |
| -------- | ---- | ----- | ----- | ----- | ----- |
| Autriche |      |       | 29-32 | 20-26 |       |
| Danemark | 37-7 |       |       |       | 42-10 |
| Finlande |      | 22-18 |       |       | 34-22 |
| Lettonie |      | 38-3  | 24-7  |       |       |
| Norvège  | 9-6  |       |       | 13-30 |       |

|  | Victoire à domicile |  | Match nul |  | Défaite à domicile |

##### Détail des résultats
| 13 octobre 2018 | Finlande | 22 - 18 (5 - 7) | Danemark | Myllypuron urheilupuisto, Helsinki 300 spectateurs Arbitre : Jacob Bäverstam |
| 13 octobre 2018 | Essai(s) : Viljanen 2 (21e, 57e), Breen (66e) Transformation(s) : Viljanen 2 (58e, 67e) Pénalité(s) : Viljanen (79e) |                 | Essai(s) : Deschamps (7e), Nielsen (48e) Transformation(s) : Deschamps (8e) Pénalité(s) : Deschamps 2 (70e, 77e) | Myllypuron urheilupuisto, Helsinki 300 spectateurs Arbitre : Jacob Bäverstam |
| 13 octobre 2018 | |                 | | Myllypuron urheilupuisto, Helsinki 300 spectateurs Arbitre : Jacob Bäverstam |

| 13 octobre 2018 | Norvège                                 | 9 - 6 (6 - 3) | Autriche                          | Fana Stadion, Bergen 300 spectateurs Arbitre : Nicolas Vandecauter |
| 13 octobre 2018 | Pénalité(s) : Moulton 3 (25e, 35e, 53e) |               | Pénalité(s) : Morris 2 (21e, 44e) | Fana Stadion, Bergen 300 spectateurs Arbitre : Nicolas Vandecauter |
| 13 octobre 2018 |                                         |               |                                   | Fana Stadion, Bergen 300 spectateurs Arbitre : Nicolas Vandecauter |

| 20 octobre 2018 | Lettonie | 24 - 7 (5 - 0) | Finlande                                                  | Stade Daugava, Riga 500 spectateurs Arbitre : Alexandru Ionescu |
| 20 octobre 2018 | Essai(s) : Valdavs (19e), Šefanovskis 2 (41e, 48e), Davidsons (55e) Transformation(s) : Davidsons 2 (42e, 48e) |                | Essai(s) : Denholm (60e) Transformation(s) : Pääkkö (60e) | Stade Daugava, Riga 500 spectateurs Arbitre : Alexandru Ionescu |
| 20 octobre 2018 | |                |                                                           | Stade Daugava, Riga 500 spectateurs Arbitre : Alexandru Ionescu |

| 27 octobre 2018 | Danemark | 42 - 10 (25 - 3) | Norvège                                                                              | Odense Atletikstadion, Odense 1 000 spectateurs Arbitre : Lukasz Jasiński |
| 27 octobre 2018 | Essai(s) : Bjerrum (2e), Dufke (25e), Andresen 2 (36e, 50e), Tell (74e) Transformation(s) : Deschamps 4 (3e, 37e, 50e, 75e) Pénalité(s) : Deschamps 3 (21e, 35e, 41e) |                  | Essai(s) : Saeby (80e) Transformation(s) : Laukvik (80e) Pénalité(s) : Moulton (11e) | Odense Atletikstadion, Odense 1 000 spectateurs Arbitre : Lukasz Jasiński |
| 27 octobre 2018 | |                  |                                                                                      | Odense Atletikstadion, Odense 1 000 spectateurs Arbitre : Lukasz Jasiński |

| 27 octobre 2018 | Autriche | 20 - 26 (17 - 11) | Lettonie | Sportklub Stadium, Vienne 1 000 spectateurs Arbitre : Killian O'Brien |
| 27 octobre 2018 | Essai(s) : Preclik (24e), Morris (37e) Transformation(s) : Navas 2 (25e, 37e) Pénalité(s) : Navas 2 (30e, 60e) |                   | Essai(s) : Balodis (14e), Pērkons (62e), Bērtiņš (80e+1) Transformation(s) : Iesalnieks (80e+2) Pénalité(s) : Kotļevs 2 (20e, 34e), Iesalnieks (45e) | Sportklub Stadium, Vienne 1 000 spectateurs Arbitre : Killian O'Brien |
| 27 octobre 2018 | |                   | | Sportklub Stadium, Vienne 1 000 spectateurs Arbitre : Killian O'Brien |

| 30 mars 2018 | Autriche | 29 - 32 (10 - 24) | Finlande | Sportklub Stadium, Vienne 500 spectateurs Arbitre : Dejean Stligic |
| 30 mars 2018 | Essai(s) : Büttner (31e), Olivanti (42e), Psota (65e), Preclik (68e) Transformation(s) : Navas 3 (31e, 65e, 68e) Pénalité(s) : Navas (35e) |                   | Essai(s) : Bask (18e), Forneris 3 (22e, 27e, 45e) Transformation(s) : Viljanen 3 (18e, 22e, 27e) Pénalité(s) : Viljanen 2 (4e, 55e) | Sportklub Stadium, Vienne 500 spectateurs Arbitre : Dejean Stligic |
| 30 mars 2018 | |                   | | Sportklub Stadium, Vienne 500 spectateurs Arbitre : Dejean Stligic |

| 27 avril 2019 | Danemark | 37 - 7 (20 - 0) | Autriche                                               | Odense Atletikstadion, Odense 857 spectateurs Arbitre : Anthony Lac |
| 27 avril 2019 | Essai(s) : Bjerrum (29e), Weiss (39e), Nielsen (42e), Vernon (64e), Melgaard (75e) Transformation(s) : Deschamps 3 (30e, 40e, 65e) Pénalité(s) : Deschamps 2 (5e, 35e) |                 | Essai(s) : Psota (59e) Transformation(s) : Navas (60e) | Odense Atletikstadion, Odense 857 spectateurs Arbitre : Anthony Lac |
| 27 avril 2019 | |                 |                                                        | Odense Atletikstadion, Odense 857 spectateurs Arbitre : Anthony Lac |

| 4 mai 2019 | Lettonie | 38 - 3 (19 - 3) | Danemark                      | Baldone Stadium, Baldone 350 spectateurs Arbitre : Ethan Glass |
| 4 mai 2019 | Essai(s) : Cirša 3 (3e, 16e, 43e), Kapiņš (11e), Šefanovskis (62e), Miksons (74e) Transformation(s) : Davidsons 4 (4e, 17e, 44e, 63e) |                 | Pénalité(s) : Deschamps (14e) | Baldone Stadium, Baldone 350 spectateurs Arbitre : Ethan Glass |
| 4 mai 2019 | |                 |                               | Baldone Stadium, Baldone 350 spectateurs Arbitre : Ethan Glass |

| 25 mai 2019 | Norvège                                                                                          | 13 - 30 (13 - 13) | Lettonie | Horten rugbyklubb, Horten Arbitre : Rami Aro |
| 25 mai 2019 | Essai(s) : Andresen (14e) Transformation(s) : Andresen (15e) Pénalité(s) : Andresen 2 (29e, 39e) |                   | Essai(s) : V. Davidsons (11e), R. Davidsons 2 (52e, 74e), T. Davidsons (69e) Transformation(s) : R. Davidsons 2 (12e, 53e) Pénalité(s) : R. Davidsons 2 (6e, 33e) | Horten rugbyklubb, Horten Arbitre : Rami Aro |
| 25 mai 2019 |                                                                                                  |                   | | Horten rugbyklubb, Horten Arbitre : Rami Aro |

| 1er juin 2019 | Finlande | 34 - 22 (22 - 0) | Norvège | Myllypuron urheilupuisto, Helsinki 110 spectateurs Arbitre : Gert Visser |
| 1er juin 2019 | Essai(s) : Bask (4e), Viljanen (9e), Cleary (22e), Keranen 2 (59e, 64e) Transformation(s) : Viljanen 3 (4e, 9e, 64e) Pénalité(s) : Viljanen (33e) |                  | Essai(s) : Andresen (51e), Nabakeke (75e), Petterssen (80e) Transformation(s) : Andresen 2 (75e, 80e) Pénalité(s) : Andresen (48e) | Myllypuron urheilupuisto, Helsinki 110 spectateurs Arbitre : Gert Visser |
| 1er juin 2019 | |                  | | Myllypuron urheilupuisto, Helsinki 110 spectateurs Arbitre : Gert Visser |

### Conférence 2 Sud

#### Classement
| Rang | Pays         | J | V | N | D | Bo | Bd | Pm  | Pe  | Diff | Pts |
| ---- | ------------ | - | - | - | - | -- | -- | --- | --- | ---- | --- |
| 1    | Slovénie     | 4 | 3 | 0 | 1 | 2  | 0  | 191 | 67  | +124 | 14  |
| 2    | Bulgarie (P) | 4 | 3 | 0 | 1 | 0  | 0  | 125 | 98  | +27  | 12  |
| 3    | Serbie       | 4 | 2 | 0 | 2 | 1  | 1  | 101 | 105 | -4   | 10  |
| 4    | Andorre (R)  | 4 | 2 | 0 | 2 | 1  | 0  | 94  | 103 | -9   | 9   |
| 5    | Slovaquie    | 4 | 0 | 0 | 4 | 0  | 0  | 53  | 191 | -138 | 0   |

|  | Vainqueur de la Conférence 2 Sud et promotion en Conférence 1 (no 1).       |
|  | Plus mauvais dernier de Conférence 2 et relégation en Développement (no 5). |
|  | R : relégué en 2018 • P : promu en 2018                                     |

#### Résultats détaillés

##### Tableau des résultats
| Pays      | AND   | BUL   | SER   | SLO   | SLV   |
| --------- | ----- | ----- | ----- | ----- | ----- |
| Andorre   |       |       | 33-0  |       | 27-14 |
| Bulgarie  | 41-20 |       |       | 13-25 |       |
| Serbie    |       | 29-35 |       | 35-27 |       |
| Slovénie  | 48-14 |       |       |       | 91-5  |
| Slovaquie |       | 24-36 | 10-37 |       |       |

|  | Victoire à domicile |  | Match nul |  | Défaite à domicile |

##### Détail des résultats
| 13 octobre 2018 | Serbie | 29 - 35 (17 - 29) | Bulgarie | Stadion Kralj Petar Prvi, Belgrade Arbitre : Štěpán Čekal |
| 13 octobre 2018 | Essai(s) : Krstić 2 (18e, 55e), Ljubicić (28e), Dordević (69e) Transformation(s) : Kapor 2 (18e, 29e), Dordević (70e) Pénalité(s) : Kapor (7e) |                   | Essai(s) : Pavlov (10e), Todorov (16e), Nikolov (32e), I. Ivanov (40e+3) Transformation(s) : Nikolov 3 (16e, 32e, 40e+3) Pénalité(s) : Nikolov 3 (22e, 48e, 75e) | Stadion Kralj Petar Prvi, Belgrade Arbitre : Štěpán Čekal |
| 13 octobre 2018 | |                   | | Stadion Kralj Petar Prvi, Belgrade Arbitre : Štěpán Čekal |

| 20 octobre 2018 | Slovénie | 48 - 14 (38 - 0) | Andorre                                                                     | Rugby stadion OVAL, Ljubljana 400 spectateurs Arbitre : Hrvoje Bartolić |
| 20 octobre 2018 | Essai(s) : F. Skofic (3e), Rman (5e), Dobnikar (14e), Pilko (17e), Kadunc (22e), Penko (27e), M. Skofic (54e) Transformation(s) : Burnik 5 (4e, 6e, 15e, 23e, 55e) Pénalité(s) : Burnik (76e) |                  | Essai(s) : Jamrulidze 2 (43e, 79e) Transformation(s) : Fidalgo 2 (43e, 80e) | Rugby stadion OVAL, Ljubljana 400 spectateurs Arbitre : Hrvoje Bartolić |
| 20 octobre 2018 | |                  |                                                                             | Rugby stadion OVAL, Ljubljana 400 spectateurs Arbitre : Hrvoje Bartolić |

| 27 octobre 2018 | Bulgarie                                                                                   | 13 - 25 (6 - 10) | Slovénie | NSA Vasil Levski, Sofia 600 spectateurs Arbitre : Dejan Stiglic |
| 27 octobre 2018 | Essai(s) : Borisov (61e) Transformation(s) : Nikolov (62e) Pénalité(s) : Nikolov (8e, 13e) |                  | Essai(s) : J. Skofic (3e), Hocevar (45e), Penko (57e) Transformation(s) : Burnik 2 (4e, 46e) Pénalité(s) : Burnik (36e) Drop(s) : Burnik (74e) | NSA Vasil Levski, Sofia 600 spectateurs Arbitre : Dejan Stiglic |
| 27 octobre 2018 |                                                                                            |                  | | NSA Vasil Levski, Sofia 600 spectateurs Arbitre : Dejan Stiglic |

| 3 novembre 2018 | Andorre | 27 - 14 (16 - 6) | Slovaquie                                                     | Estadi Nacional, Andorre-la-Vieille 400 spectateurs Arbitre : Ariel Cabral |
| 3 novembre 2018 | Essai(s) : Torrent (18e), Correas (75e) Transformation(s) : Abello (19e) Pénalité(s) : Abello 4 (4e, 8e, 40e, 64e) Drop(s) : Abello (74e) |                  | Essai(s) : Mihalik (54e) Pénalité(s) : Walek 3 (6e, 12e, 41e) | Estadi Nacional, Andorre-la-Vieille 400 spectateurs Arbitre : Ariel Cabral |
| 3 novembre 2018 | |                  |                                                               | Estadi Nacional, Andorre-la-Vieille 400 spectateurs Arbitre : Ariel Cabral |

| 10 novembre 2018 | Slovaquie                                                                        | 10 - 37 (10 - 10) | Serbie | Štadión PFK, Piešťany 200 spectateurs Arbitre : Mike Hawkins |
| 10 novembre 2018 | Essai(s) : Neměc (3e) Transformation(s) : Veselý (3e) Pénalité(s) : Veselý (27e) |                   | Essai(s) : Medić (14e), Marinković (50e), Krstić (61e), Andrić 2 (71e, 75e) Transformation(s) : Andrić 2 (14e, 51e), Kapor (75e) Pénalité(s) : Andrić 2 (25e), 54e) | Štadión PFK, Piešťany 200 spectateurs Arbitre : Mike Hawkins |
| 10 novembre 2018 |                                                                                  |                   | | Štadión PFK, Piešťany 200 spectateurs Arbitre : Mike Hawkins |

| 20 avril 2019 | Slovaquie | 24 - 36 (17 - 16) | Bulgarie | Štadión PFK, Piešťany 200 spectateurs Arbitre : Alexei Lebedev |
| 20 avril 2019 | Essai(s) : Náter (18e), Pochlopeň (22e), Cernohorsky (60e) Transformation(s) : Juchelka 2 (19e, 60e), De Baritault (23e) Pénalité(s) : Juchelka (3e) |                   | Essai(s) : H. Georgiev 2 (9e, 68e), Todorov (31e), Nasvadi 2 (43e, 78e) Transformation(s) : Nikolov (79e) Pénalité(s) : Nikolov 3 (21e, 40e, 49e) | Štadión PFK, Piešťany 200 spectateurs Arbitre : Alexei Lebedev |
| 20 avril 2019 | |                   | | Štadión PFK, Piešťany 200 spectateurs Arbitre : Alexei Lebedev |

| 11 mai 2019 | Serbie | 35 - 27 (15 - 10) | Slovénie | Stadion Borča, Starčevo 400 spectateurs Arbitre : Ariel Cabral |
| 11 mai 2019 | Essai(s) : Stanković 2 (31e, 51e), Totić (40e), Janković (65e), Vranes (70e) Transformation(s) : Dejanović (32e), Stanković (32e) Pénalité(s) : Stanković 2 (19e, 58e) |                   | Essai(s) : Pilko (25e), Sercer (38e), Hočevar (54e), Miljuš (79e) Transformation(s) : Kavčič 2 (55e, 80e) Pénalité(s) : Kavčič (60e) | Stadion Borča, Starčevo 400 spectateurs Arbitre : Ariel Cabral |
| 11 mai 2019 | |                   | | Stadion Borča, Starčevo 400 spectateurs Arbitre : Ariel Cabral |

| 11 mai 2019 | Bulgarie | 41 - 20 (18 - 5) | Andorre                                                        | NSA Vasil Levski, Sofia 800 spectateurs Arbitre : Mike Hawkins |
| 11 mai 2019 | Essai(s) : I. Ivanov 3 (5e, 46e, 51e), Tsvetkov (40e) Transformation(s) : Nikolov 3 (40e, 47e, 53e) Pénalité(s) : Nikolov 5 (10e, 27e, 45e, 70e, 75e) |                  | Essai(s) : Ambor (36e), Jamrulidze 2 (54e, 73e), Correas (80e) | NSA Vasil Levski, Sofia 800 spectateurs Arbitre : Mike Hawkins |
| 11 mai 2019 | |                  |                                                                | NSA Vasil Levski, Sofia 800 spectateurs Arbitre : Mike Hawkins |

| 18 mai 2019 | Slovénie | 91 - 5 (44 - 5) | Slovaquie              | Rugby stadion OVAL, Ljubljana 300 spectateurs Arbitre : Matej Razga |
| 18 mai 2019 | Essai(s) : Mihelič 2 (8e, 33e), Penko (12e), Pilko 2 (22e, 46e), Kovacic 2 (27e, 56e), Radelj-Šemrov (36e), Šercer (40e), M.Skofic (42e), Kadunc 2 (58e, 61e), Rman (78e), Nigerl (80e+1) Transformation(s) : Kavčič 3 (9e, 37e, 40e), Mihelič 6 (43e, 56e, 59e, 62e, 79e, (80e+2) Pénalité(s) : Kavčič (4e) |                 | Essai(s) : Vereš (19e) | Rugby stadion OVAL, Ljubljana 300 spectateurs Arbitre : Matej Razga |
| 18 mai 2019 | |                 |                        | Rugby stadion OVAL, Ljubljana 300 spectateurs Arbitre : Matej Razga |

| 18 mai 2019 | Andorre | 33 - 0 (12 - 0) | Serbie | Estadi Nacional, Andorre-la-Vieille 600 spectateurs Arbitre : Jao Costa |
| 18 mai 2019 | Essai(s) : Ambor (16e), Rubia (23e), Abelló (52e), Hernandez 2 (68e, 73e) Transformation(s) : Abelló 4 (16e, 52e, 68e, 73e) |                 |        | Estadi Nacional, Andorre-la-Vieille 600 spectateurs Arbitre : Jao Costa |
| 18 mai 2019 | |                 |        | Estadi Nacional, Andorre-la-Vieille 600 spectateurs Arbitre : Jao Costa |

## Développement

### Classement
| Rang | Pays    | J | V | N | D | Bo | Bd | Pm  | Pe  | Diff | Pts |
| ---- | ------- | - | - | - | - | -- | -- | --- | --- | ---- | --- |
| 1    | Turquie | 2 | 2 | 0 | 0 | 2  | 0  | 104 | 39  | +65  | 11  |
| 2    | Estonie | 2 | 0 | 0 | 2 | 0  | 0  | 39  | 104 | -65  | 0   |

|  | Promu en Conférence 2 (no 1). |

### Détail des résultats
| 20 avril 2019 | Turquie | 61 - 20 (33 - 8) | Estonie                                                                                                   | Stade olympique Atatürk (stade annexe), Istanbul 500 spectateurs Arbitre : Eugeniu Procopi |
| 20 avril 2019 | Essai(s) : Ertürk 3 (2e, 44e, 80e), Kanaçlar (12e), Kurt (19e), Keskin (29e), Güven (38e), Aras (63e), Çağdaş (71e) Transformation(s) : Danışmaz 6 (2e, 12e, 30e, 39e, 44e, 80e), Kurt 2 (63e, 71e) |                  | Essai(s) : Raag 2 (35e, 58e), Wallace (52e) Transformation(s) : Wallace (52e) Pénalité(s) : Wallace (26e) | Stade olympique Atatürk (stade annexe), Istanbul 500 spectateurs Arbitre : Eugeniu Procopi |
| 20 avril 2019 | |                  | | Stade olympique Atatürk (stade annexe), Istanbul 500 spectateurs Arbitre : Eugeniu Procopi |

| 25 mai 2019 | Estonie                                                                                    | 19 - 43 (12 - 24) | Turquie | Kalevi Central Stadium, Tallinn 130 spectateurs Arbitre : Norbert Mátrai |
| 25 mai 2019 | Essai(s) : Kuus (17e), Astre (34e), Küüsmaa (69e) Transformation(s) : Wallace 2 (18e, 70e) |                   | Essai(s) : Keskin (2e), Kuç (15e), Aras 2 (31e, 39e), Ertürk (45e), Sariçan (66e), Bakar (73e) Transformation(s) : Ertürk 2 (3e, 74e), Kurt (32e), Danışmaz (67e) | Kalevi Central Stadium, Tallinn 130 spectateurs Arbitre : Norbert Mátrai |
| 25 mai 2019 |                                                                                            |                   | | Kalevi Central Stadium, Tallinn 130 spectateurs Arbitre : Norbert Mátrai |

## Barrages

### Barrage Championship-Trophy
| 15 juin 2019 | Allemagne | 32 - 37 (6 - 20) | Portugal | Sportanlage an der Feldgerichtstrasse, Francfort-sur-le-Main 800 spectateurs Arbitre : Sean Gallagher |
| 15 juin 2019 | Essai(s) : Barber (49e), Coetzee (56e), Otto 2 (65e, 71e) Transformation(s) : Parkinson 3 (51e, 66e, 72e) Pénalité(s) : Parkinson 2 (14e, 33e) |                  | Essai(s) : Monteiro (30e), R. Marta (39e), M. Marta (46e), Freudenthal (60e) Transformation(s) : Abecasis 4 (31e, 40e, 47e, 60e) Pénalité(s) : Abecasis 3 (20e, 38e, 44e) | Sportanlage an der Feldgerichtstrasse, Francfort-sur-le-Main 800 spectateurs Arbitre : Sean Gallagher |
| 15 juin 2019 | |                  | | Sportanlage an der Feldgerichtstrasse, Francfort-sur-le-Main 800 spectateurs Arbitre : Sean Gallagher |

### Barrage de promotion au Trophy
| 2019 | Malte | forf. (-) | Ukraine |  |
| 2019 |       |           |         |  |
| 2019 |       |           |         |  |